# گرهارد بتس

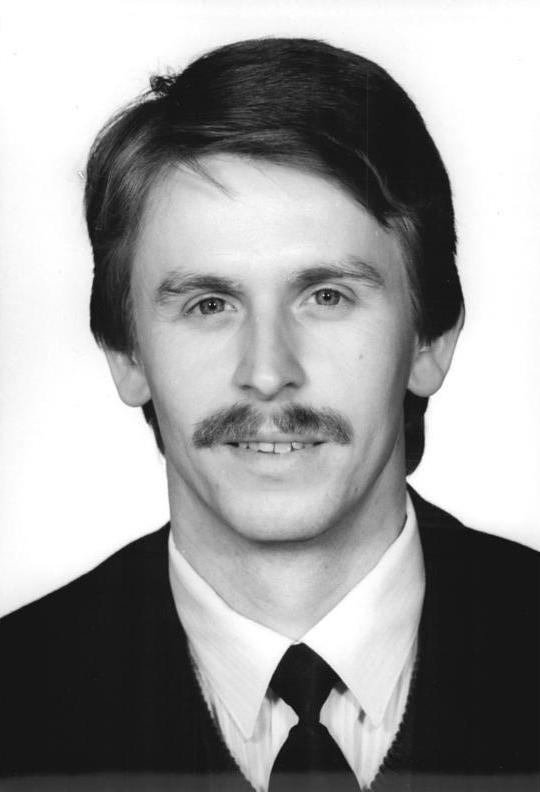
Gerhard Botz

گرهارد بتس (آلمانی: Gerhard Botz؛ زاده ۱۵ سپتامبر ۱۹۵۵) یک سیاست‌مدار اهل آلمان است. او از اعضای حزب سوسیال دموکرات آلمان(SPD) می‌باشد.